# 繁殖型 (ライフゲーム)

繁殖型の例 (グライダー銃)

ライフゲームにおける繁殖型 (infinite growth) とは、セルが無限にあれば無限に増え続ける物体である。
最小の繁殖型は、10ピクセルである。また、繁殖型は、自然生成する確率はゼロに近い。
最初に発見されたパターンは右のグライダー銃である。

## 概要
右上のグライダー銃のように、同じ物体が増えていくパターンが多い。しかし、マックスのように物体を吐き出さないものもある。
右上のグライダー銃では、30世代ごとに5ピクセルずつセルが増える。そのため、無限にセルが増える。

## 歴史
ジョン・ホートン・コンウェイはどのような図形も際限なく増えることはないと予想した。そして、コンウェイは1970年末までにこれを証明または反証した最初の者に50ドルの賞金を提供することにした。1970年11月に、MITのグループがグライダー銃を発見し、これを反証した。

## 分類と例
- 銃
  - グライダー銃
- シュシュポッポ列車
  - スイッチ機関車

本体はその場で振動子となり、移動物体を射ち出すパターンが「銃」である。最初に発見された銃がグライダー銃である。これに対し、本体が移動物体で、移動したあとに固定物体や振動子を残してゆくパターンをシュシュポッポ列車と言う。本体が移動しながら、移動物体を射ち出すパターンをrake（熊手）といい、Bヘプトミノによるシュシュポッポ列車の機関車部分に宇宙船を2隻付けたspace rake（宇宙の熊手）というパターンがある。
以下にあげる「小さい初形から際限なく成長するパターン (セル数最小・小面積・幅最小)」はすべて、最終的に「ブロックのみを生成するパターン」（スイッチ機関車のバリエーションで、block-laying switch engine、一次元のパターンからは2方向に向けて機関車が発射される）に収束する。
|  |  |
|  |  |

以上の例で示した成長はどれも線形（一次的）だが、二次的に成長するパターンもあり、ブリーダーという。